# Prokop (biskup krakowski)
Prokop (zm. 1295) – biskup krakowski od 1292.
Prawdopodobnie spokrewniony z księciem Bolesławem Wstydliwym i Leszkiem Czarnym. Od 1270 poświadczony w dokumentach jako kanclerz obu książąt. Prepozyt gnieźnieński, kanonik krakowski. W latach 1276–1283 był administratorem archidiecezji gnieźnieńskiej.
Pod koniec 1292 roku został biskupem krakowskim. W 1294 odbył podróż do Pragi, aby złożyć hołd królowi Wacławowi II uznając go za pana i opiekuna kościoła krakowskiego. Rychło jednak popadł w konflikt z tym królem i prawdopodobnie został zmuszony do rezygnacji, gdyż jeszcze za jego życia Jan Muskata został nowym biskupem krakowskim (w lipcu 1294).
Stworzył instytucję kancelarii biskupiej. Założyciel wsi Prokocim, dzisiejszej dzielnicy Krakowa. Według tradycji pochowany w katedrze krakowskiej.
Co do daty śmierci, to tradycyjnie przyjmuje się, że zmarł w 1295 roku. Ostatnio pojawiła się hipoteza, że Prokop zmarł 8 grudnia 1294.